# José Rafael Larraín Moxó

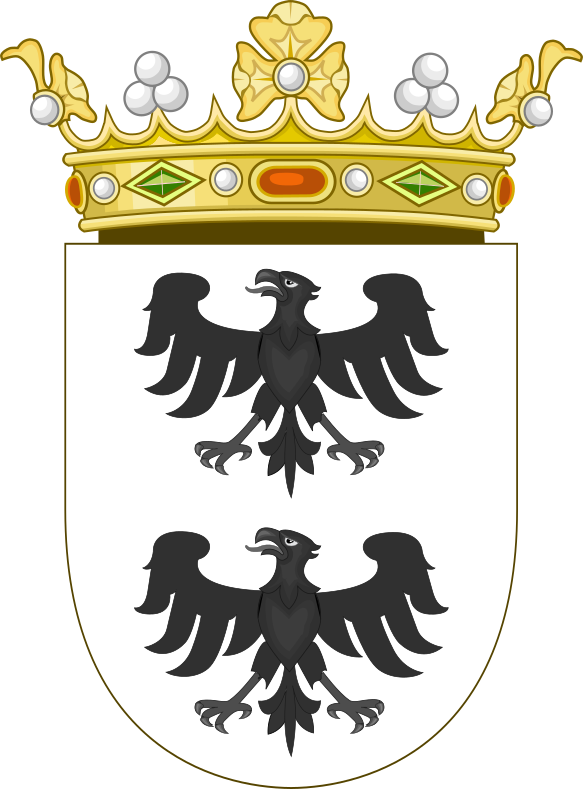
Escudo de los Marqueses de Larraín.

José Rafael Larraín Moxó (hacienda Viluco, Buin, 16 de febrero de 1813-Ibídem, 28 de diciembre de 1892) fue un político chileno.

## Primeros años de vida
Fue hijo de José Toribio de Larraín y Guzmán, I marqués de Larraín y de Dolores Moxó, hija de los barones de Juras Reales. Estudió en Europa en 1827. De regreso a Chile se dedicó a la agricultura. Volvió a Chile a hacerse cargo de la hacienda familiar de Viluco, donde aplicó todos los conocimientos del agro y se dedicó a mejorar la condición de vida de los inquilinos que laboraban en sus tierras. 

### Matrimonio e hijos
Casado el 19 de octubre de 1839 con Victoria Prieto Warnes, hija del presidente de la República José Joaquín Prieto Vial. Tuvieron seis hijos: José Toribio, Matilde, Ana, Luis, Josefina y Tadea.

## Vida laboral
Fue uno de los fundadores de la Sociedad Nacional de Agricultura, siendo su director y presidente entre 1845 a 1847 y 1875 a 1893; desde allí veló por el progreso de la agricultura. 

## Carrera política
Representó a Chile ante la Corte de Roma. Militante del Partido Conservador, fue elegido diputado en 1840 por Rancagua. En 1843 salió electo por Santiago, cargo al que fue reelecto en 1846. 
En 1855 fue Senador por Valparaíso hasta 1864, luego por Santiago hasta 1882. Presidió el Senado en junio de 1864.
Además de ser hombre de negocios, industrial, agricultor y político, fue también banquero. En 1874 ocupó la presidencia del Banco de Valparaíso y más tarde la del Banco Nacional de Chile. Junto a otros hombres públicos fundó el Banco de Chile. Presidió la Sociedad de Instrucción Primaria en 1875 y fue un destacado gestor del Club de La Unión.
Fue uno de los fundadores de la Sociedad Nacional de Agricultura y vicepresidente de la Exposición Internacional de 1875.